# Macromya connectans
Macromya connectans là một loài ruồi trong họ Tachinidae.